# Scopula coundularia
Scopula coundularia är en fjärilsart som beskrevs av W. Warren 1898. Scopula coundularia ingår i släktet Scopula och familjen mätare. Inga underarter finns listade.